# Бугылы
Бугылы, Бугулы — горный массив в центральной части Казахского мелкосопочника в Шетском районе Карагандинской области. Наибольшая высота 1187 м (г. Буркит). Горы вытянуты с юго-запада на северо-восток на 40 км, ширина до 15 км. Образованы гранитами среднего и верхнего карбона. Склоны сильно расчленённые. Произрастают таволга, акация, полынь, ковыль и др. В горах берут начало левые притоки реки Шерубайнура.
В горах находится Бугулинский заказник.